# Liklal
Liklal (weitere Bezeichnung: Maat, Mar, Mat, Mato Island, Mwaat) ist ein kleines Motu des Likiep-Atolls der pazifischen Inselrepublik Marshallinseln.

## Geographie
Liklal liegt zusammen mit Malle an der Nordspitze des Riffsaums im Likiep-Atolls. Die Insel ist unbewohnt. In der Verlängerung der Insel nach Nordwesten erstreckt sich ein unterseeischer Höhenrücken über einige Kilometer. In über 180 km Entfernung kommt als nächste Inselgruppe das Rongdrik-Atoll.